# Manolo Nieto
Manuel Nieto Zas (Montevideo, 1972), conocido como Manolo Nieto, es un director de cine uruguayo.

## Películas
- Nico & Parker (2000)
- La perrera (2006)[2]
- El lugar del hijo (2013)

## Premios y distinciones
Festival Internacional de Cine de San Sebastián
| Año  | Categoría                      | Película                | Resultado |
| ---- | ------------------------------ | ----------------------- | --------- |
| 2020 | Premio Egeda Platino Industria | El empleado y el patrón | Ganador   |